# Amcômont
Amcômont orthographié aussi Amcomont (en wallon : Am'cômont) est un hameau de la commune de Lierneux au sud de la province de Liège en Région wallonne (Belgique).
Avant la fusion des communes, Amcômont faisait déjà partie de la commune de Lierneux.

## Situation
Ce  hameau ardennais se situe principalement le long d'une rue en côte provenant du village voisin d'Odrimont et rejoignant des espaces boisés implantés plus au nord. Amcômont se trouve à 4,5 kilomètres au nord-ouest du centre de Lierneux. 

## Description
Quelques anciennes fermes et fermettes construites en pierres de grès côtoient des constructions plus récentes. Une petite vingtaine d'habitations forme le hameau.
Le château d'Amcômont appelé aussi château Gendebien est une importante bâtisse construite en briques et pourvue de tourelles d'angle. Il se trouve en milieu boisé à quelques hectomètres au nord et au-dessus du hameau.